# Comtat de Braine
El comtat de Braine fou una jurisdicció feudal de França, a la Picardia, centrada a Braine (departament d'Aisne).
El primer que porta el nom, sense títol comtal, fou Hug (Gauthier) de Braine, d'ascendència desconeguda, possible pare d'Agnes I, hereva del territori de Braine, nascuda vers 1064 casada amb Andreu de Ramerupt (o de Montdidier de Ramerupt) senyor de Baudemont i d'Arcis-sur-Aube, mort després del 1118. Foren els pares de Guiu de Baudemont, primer comte de Braine, mort vers 1144, casat amb una Alix o Adelaida d'origen desconegut, i pares d'Ages, hereva de Braine.
El comte Robert I de Dreux el Gran (+1188), fill de Lluís VI de França, es va casar en terceres noces (1152) amb Agnes, comtessa de Braine (1130-1202) filla de Guiu de Baudemont, primer comte de Braine. Va tenir com a successor al seu fill Robert II (1154-1218), comte de Dreux i de Braine que es va casar el 1178 amb Mafalda de Borgonya, comtessa de Grignon (+1192) de la que es va divorciar el 1181, i es va casar (1184) amb Iolanda de Coucy (+1222) fill de Raoul I de Coucy, amb la que va tenir al successor Robert III Gasteble (1185-1234).
Robert III es va casar el 1210 amb Alienor, senyora de Saint-Valery (+1250) fill de Tomàs de Saint-Valery, que fou la mare del següent comte de Dreux i Braine, Joan I (1215-1249). Va contreure matrimoni amb Maria de Borbó (+1274) filla d'Arquimbald VIII de Borbó, que fou la mare de Robert IV (1214-1282), comte de Dreux, Braine i Montfort.
Robert IV va enllaçar amb Beatriu, comtessa de Montfort (+1311) filla de Joan I comte de Montfort, i d'aquest matrimoni va néixer Joan II el Bo (1265-1309), comte de Dreux, Braine, Montfort i Joigny. Joan II es va casar amb Joana de Beaujeu de Montpensier (+1308) i de l'enllaç va néixer Robert V (1293-1329) comte de Dreux i de Braine casat el 1321 amb Maria (+1378) filla de Gautier II d'Enghien. El seu fill Joan III fou només comte de Dreux.

## Llista de comtes
- Hug Gautier, senyor de Braine
- Agnes I, senyora de Braine després del 1100 (filla)
- Andreu de Ramerupt ?-1118 ((marit)
- Guiu de Baudemont 1118-1144 (fill), primer comte
- Agnès II 1144-1202 (filla)
- Robert I de Dreux 1152-1188 (marit)
- Robert II de Dreux 1188-1218 (fill)
- Robert III de Dreux " Gasteble" 1218-1234 (fill)
- Joan I de Dreux 1234-1249
- Robert IV de Dreux 1249-1282
- Joan II de Dreux el Bo 1292-1309
- Robert V de Dreux 1309-1329

El comtat va passar com a senyoria al segle xiv a la casa de Roucy i l'hereva Joana el va aportar el 1417 a la casa de Comercy. Vegeu Senyoria de Commercy.